# Banque d’Athènes
Die Banque d'Athénes war eine 1893 gegründete Geschäftsbank mit Sitz in Athen, die zweitgrößte Bank Griechenlands wurde bis 1962 von der National Bank of Greece übernommen.

## Geschichte

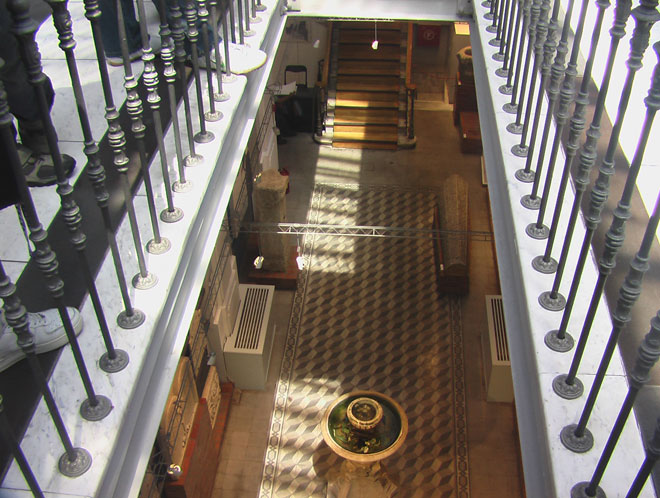
Blick in die ehemalige Schalterhalle der Filiale in Thessaloniki

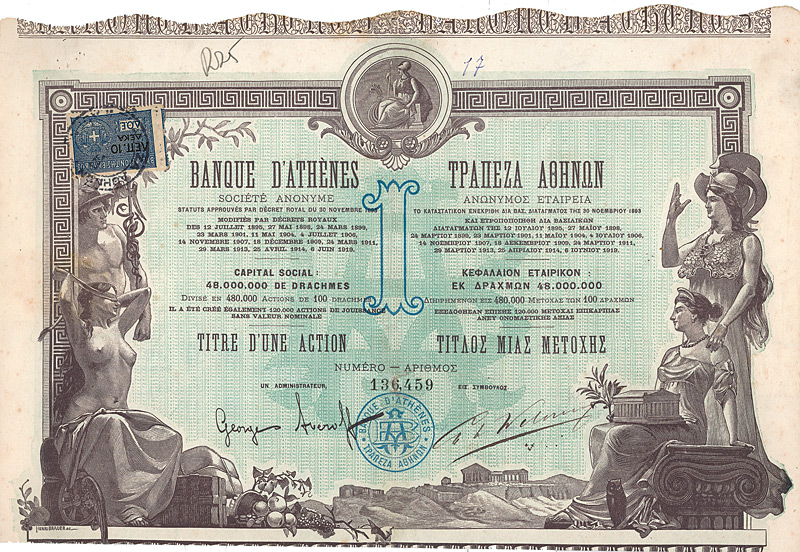
Aktie über 100 Drachmen der Banque d'Athenes vom 6. Juni 1919

Gegründet wurde die Bank 1893 und nahm ein Jahr später ihren Betrieb auf. Innerhalb weniger Jahre wurde ein Filialnetz aufgebaut, das um Niederlassungen in Zentren der griechischen Diaspora ergänzt wurde. 
1906 wurde die Mehrheit an der 1873 gegründeten Credit Bank of Professionals (Τράπεζα Επαγγελματικής Πίστεως) übernommen.
Während der Besatzungszeit wurde die Bank unter die Zwangsverwaltung der Dresdner Bank gestellt.
1953 wurden die Filialen in Ägypten mit denen der National Bank of Greece zusammengelegt und als National Bank of Greece and Athens geführt, 1960 wurden alle Auslandsbanken in Ägypten verstaatlicht. Bis 1962 wurde die Bank von der National Bank of Greece übernommen, die frühere Zentrale wird bis heute von der NBG genutzt, die Filiale in Thessaloniki beherbergt heute das jüdische Museum.

### Neugründung als Ausgliederung aus der NBG Group
Im Zuge der Liberalisierung des griechischen Bankenmarktes verkaufte die NBG die Tochtergesellschaft Credit Bank of Professionals (Τράπεζα Επαγγελματικής Πίστεως) und benannte sie in Bank of Athens um. Diese Bank wurde später von der Eurobank Ergasias übernommen und aufgelöst.